# Paradarisa waiensis
Paradarisa waiensis là một loài bướm đêm trong họ Geometridae.